# Ankazovelo
Ankazovelo is een plaats en commune in het zuiden van Madagaskar, behorend tot het district Midongy, dat gelegen is in de regio Atsimo-Atsinanana. Tijdens een volkstelling in 2001 telde de plaats 4.199 inwoners.
In de commune liggen de volgende dorpjes:
- Ambasohihy
- Ampasy
- Ankazomanga
- Bemahala
- Mahazoarivo
- Nanatotsikora
- Telorano
- Voanana